# 蒋天佐
蒋天佐（1913年—1987年），男，江苏靖江人，中国文学评论家，翻译家，中国作家协会江西分会原副主席。

## 生平
1913年生于江苏靖江的一个没落地主家庭。在家乡读小学。后随教书的大姐去南京读高小和中学。1930年加入中国共产党。担任过党支部书记、中共南京市委宣传部长等职。1932年参加中国左翼作家联盟，被国民党当局逮捕，关押在南京军人监狱。1935年出狱后在上海从事文学编译工作。1938年恢复党组织关系，任上海文艺界总支部书记。抗日战争期间在苏北抗日根据地工作，在阜宁担任新四军华中鲁迅艺术学院教授。1943年回上海。1945年抗战胜利后从事统一战线工作。1945年10月，与郑振铎等创办政治性刊物《民主》，为中国民主促进会的成立进行了舆论准备工作。
1949年7月，出席在北京召开的全国文学艺术工作者代表大会，当选为全国文联委员。10月中华人民共和国成立后，参与筹办中央文学研究所，在人民文学出版社、中央文化部办公厅从事行政、编辑和出版工作。1960年调江西省文联，任《江西文艺》杂志主编。文化大革命中受迫害。粉碎四人帮后恢复名誉。晚年任江西省文联副主席，中国作家协会江西分会副主席、名誉主席，中国民主促进会江西省委员会顾问、中央参议委员会委员。著有评论集《海沫文谈》《低眉集》《海沫文谈偶集》，译著有英国作家狄更斯的《匹克威克外传》《奥列佛尔》，美国作家杰克·伦敦的中篇小说《荒野的呼唤》《雪虎》，俄国作家萨克蒂科夫·谢德林的《寓言集》等。
1987年8月6日18时10分在南昌逝世。

## 人物别名
蒋天佐原名刘健，字秀眉，又名季眉。笔名史笃、贺依、紫光等。

## 家庭
其兄刘述周，曾任中共上海市委书记。